# Dog

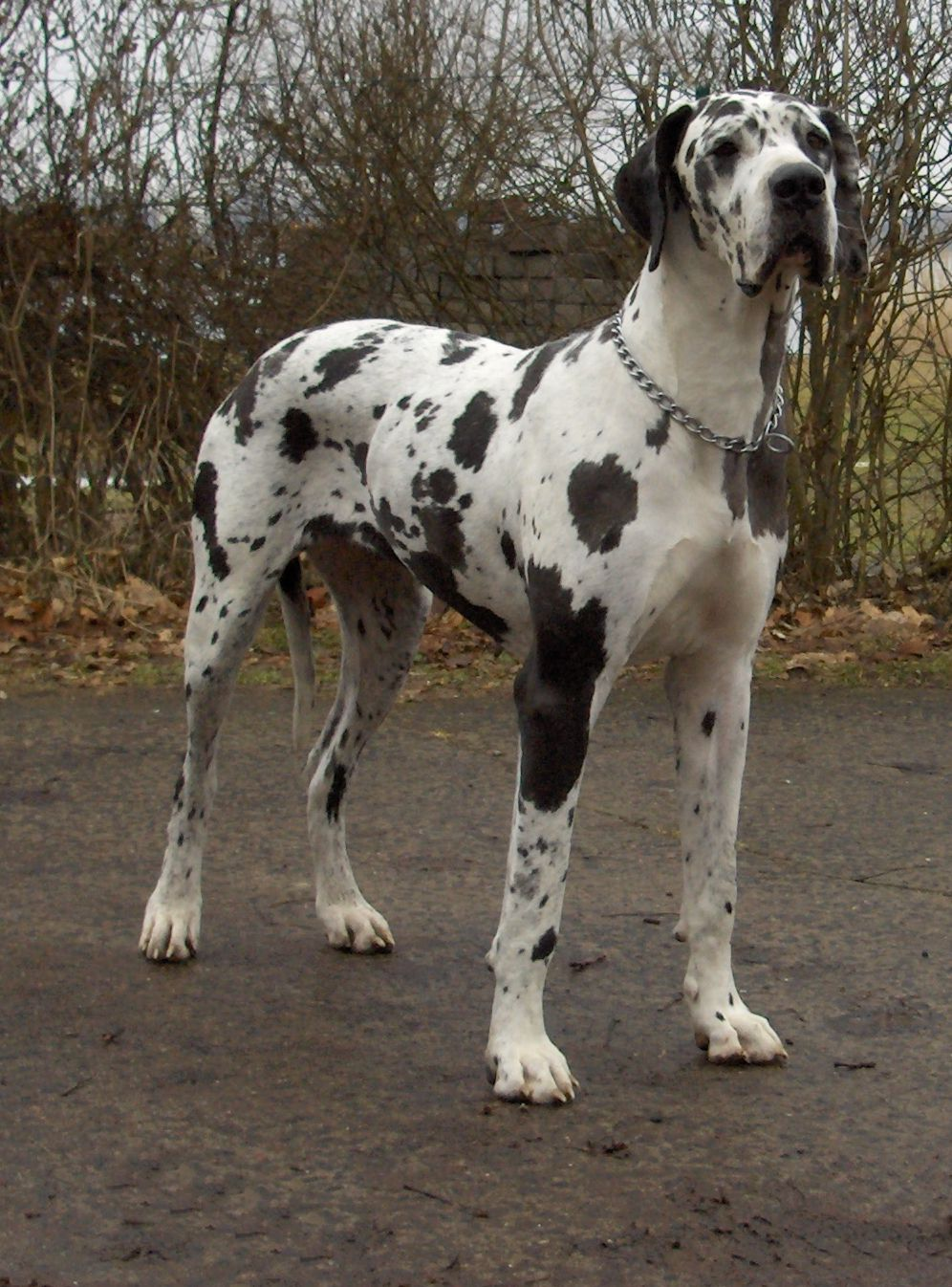
Dog niemiecki – arlekin

Dog (z ang. dog – pies) – typ psów obronnych z grupy molosów, charakteryzujących się dużym wzrostem, krótką, gładką sierścią o różnym umaszczeniu oraz tępo zakończoną kufą zaopatrzoną w silne szczęki. Główną rolą tych psów była walka z dzikimi zwierzętami oraz ochrona karawan i stad bydła. Z czasem zaczęto ich używać jako psy myśliwskie i bojowe, a obecnie są hodowane jako psy reprezentacyjne lub obronne. 
Psy w typie doga o masywnej budowie (szeroka klatka piersiowa, mocne kończyny, duża głowa z krótkim, szerokim pyskiem), pochodzące od starych ras psów bojowych nazywane są mastifami.

## Rys historyczny
Pochodzenie współczesnych dogów jest związane z psami, które przywędrowały do Europy z Azji. Protoplastą tego typu psów miałby być mastif tybetański, jednak dawniej były to najczęściej psy w typie pasterskim. Strebel podkreśla, że całkiem prawdopodobna teoria pochodzenia doga, wiąże się z występowaniem w Europie Środkowej i Północnej cięższej formy wilka, tak więc dogi mogły wyewoluować z psów europejskich. Według starożytnych źródeł na jakie powołuje się Rāber do Brytanii psy bojowe w typie doga trafiły dzięki Galom, Cymbrom oraz Teutonom. Do Germanii przywędrowały wraz z rzymskimi legionami.
W rejonach Europy Południowej funkcjonowało określenie alano lub alant i miało oznaczać doga, który został sprowadzony na te obszary przez plemię Alanów.
Zasadnicze cechy anatomiczne dogów tj. skrócenie części twarzowej czaszki przypisuje się procesowi domestykacji psa. Brinkmann analizował wykopaliska w Danii i Norwegii z okresu wczesnego neolitu, które dotyczyły szczątków szkieletowych psów o zredukowanej i wygiętej żuchwie. Te odkrycia, przypisał występującym w ówczesnych czasach formom psów dogowatych.

## Ogólna charakterystyka

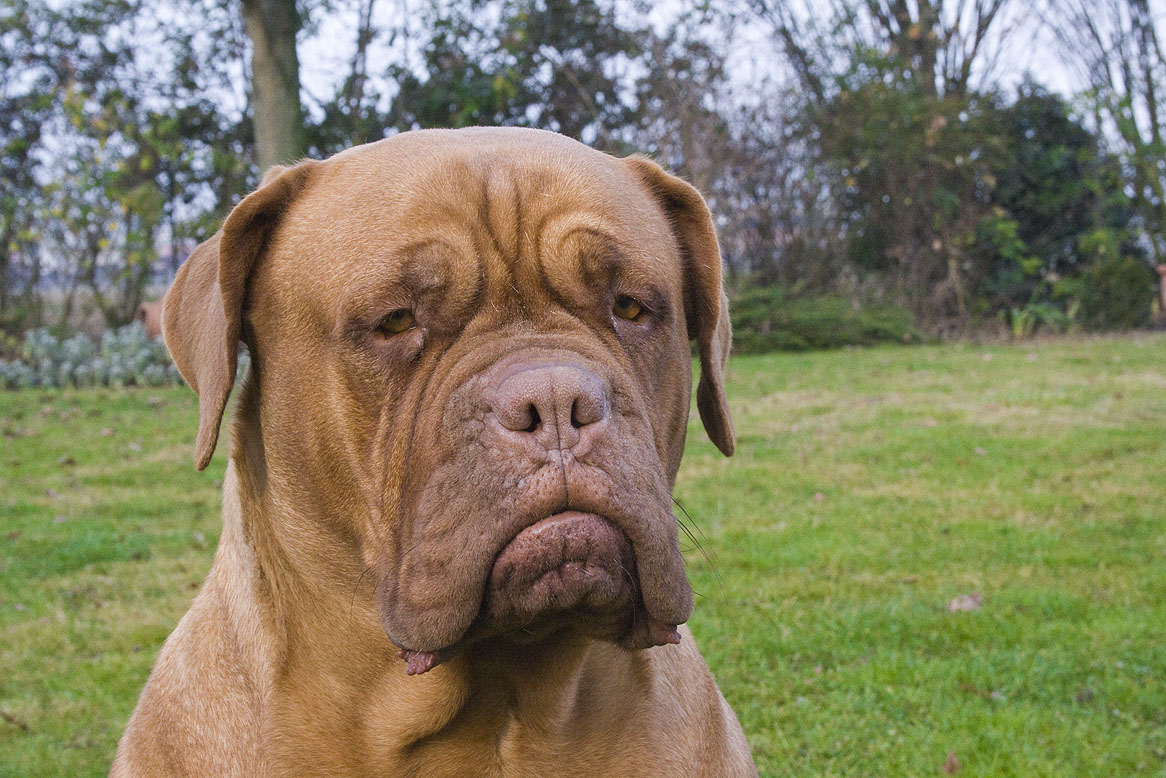
Dog z Bordeaux

Cechami charakterystycznymi dogów są:
- masywna budowa ciała,
- duży wzrost (wysokość w kłębie),
- krótka i gładka sierść,
- szeroka czaszka,
- wyraźnie zaznaczony stop,
- tępo zakończona kufa z mocnymi szczękami,
- powszechnie występujące fafle oraz luźniejsze partie skóry, które układają się w rejonie głowy i gardła w fałdy.

Współcześnie istnieje problem hodowlany polegający na ogólnej tendencji skracania trzewioczaszki nawet w miotach pochodzących od normalnej budowy rodziców.

## Klasyfikacja
W klasyfikacji FCI rasy w typie doga zostały zaliczone do grupy II, sekcja 2 – Molosy typu mastifa.
Zgodnie z klasyfikacją amerykańską, psy w typie doga należą do grupy psów pracujących.

## Przykładowe rasy
Niektóre rasy psa w typie doga, z wyłączeniem mastifów:
- dog argentyński,
- dog z Bordeaux,
- dog kanaryjski,
- dog niemiecki,
- dog z Majorki.

Rasy mastifów zestawiono w odrębnym artykule.